# Alexandre Vincendet
Alexandre Vincendet, né le 6 octobre 1983 à Ambérieu-en-Bugey (Ain), est un homme politique français.
Membre des Républicains jusqu’à son exclusion en 2024, il est élu député dans la 7e circonscription du Rhône lors des élections législatives de 2022. Il perd son siège de député en 2024. 
Il est maire de Rillieux-la-Pape de 2014 à 2022, et le redevient en 2024. Il est également conseiller de la métropole de Lyon de 2015 à 2023.

## Biographie

### Jeunesse et formation
Il suit des études de droit et science politique et est diplômé en stratégies et décisions publiques et politiques de l'Institut supérieur du management public et politique (ISMaPP Paris).

### Parcours politique
Engagé dans la vie politique en 2004 auprès d'Étienne Blanc, député et maire de Divonne-les-Bains, il commence comme militant dans l'Ain et participe à plusieurs campagnes électorales auprès d'élus de rang national et régional dont Jean-François Copé, député-maire de Meaux comme chargé de mission à la direction des fédérations, puis responsable des adhésions au plan national de l'UMP. En 2013, il rejoint Philippe Cochet, député-maire de Caluire-et-Cuire auprès duquel il travaille durant plus d'un an comme chargé de mission,. Il coordonne notamment les événements de l'année de la commémoration Jean Moulin.

### Maire de Rillieux-la-Pape
Le 30 mars 2014, sept mois après son investiture, la liste qu'il dirige remporte les élections municipales à Rillieux-la-Pape avec 48,78 % des voix. Il est élu maire par le conseil municipal le 5 avril suivant. Il est également élu conseiller de la métropole de Lyon où il siège comme membre de la commission finances, institutions, ressources et organisation territoriale. Il est réélu à ces deux fonctions en 2020.
Après son élection comme député, il démissionne de sa fonction de maire pour être en conformité avec la loi sur le cumul des mandats : Julien Smati lui succède. Demeurant conseiller municipal et conseiller métropolitain, il reste cependant très influent dans les actions et communications de la municipalité, se présente comme « président de la majorité municipale » et siège à la droite de l’actuel maire au sein du conseil municipal, une place ordinairement réservée aux adjoints. Il déplore par ailleurs ouvertement l'impossibilité d'être député-maire, en vigueur depuis 2017.
La légalité de son cumul des trois mandats de député, conseiller municipal et conseiller de la Métropole a fait l'objet d'une question prioritaire de constitutionnalité en octobre 2023. En décembre 2023, le Conseil constitutionnel affirme que le mandat de  conseiller métropolitain comprend des attributions identiques à celui de conseiller départemental et l'oblige à démissionner de l'un de ses mandats au vu de la  loi de non cumul des mandats,.
Il reste cependant conseiller municipal et dirige le groupe de la majorité municipale. Il redevient maire en 2024, lorsqu'il perd l'élection législative de 2024. 

### Député du Rhône
Le 14 juin 2016, il reçoit l'investiture de son parti Les Républicains comme candidat à l'élection législative des 11 et 18 juin 2017 afin de devenir député de la 7e circonscription du Rhône rassemblant les communes de Bron, Rillieux-la-Pape, Sathonay-Camp, Sathonay-Village et Vaulx-en-Velin. Il échoue au deuxième tour face à la candidate LREM Anissa Khedher.
Alexandre Vincendet devient député de la 7e circonscription du Rhône en 2022 sous les couleurs de son parti, Les Républicains, en recueillant 53,44 % des voix au second tour face au candidat de gauche Abdelkader Lahmar. Il reçoit pendant la campagne le soutien d’Édouard Philippe et de Gérald Darmanin. La députée LREM sortante est éliminée dès le premier tour.
Il embauche Jérôme Lavrilleux (condamné à 2 ans ferme dans l'affaire Bygmalion), Daphné Moly Cappo (collaboratrice à la mairie de Rillieux-la-Pape) et Charles Perrut (fils de l'ancien député Bernard Perrut) en tant que collaborateurs parlementaires,.
Au début de la législature, il défend la réforme des retraites et soutient le projet controversé de liaison ferroviaire transalpine Lyon - Turin.
Proche de Jean-François Copé, il défend l'idée d'une alliance entre LREM et LR. Alors qu'il affiche sa proximité avec la majorité présidentielle, son camp dénonce un « double jeu » et la question de son exclusion de LR est régulièrement soulevée selon Libération. Il est finalement exclu du groupe LR en mars 2024. Auprès du Figaro, le chef du parti, Éric Ciotti, dénonce une « double appartenance » d'Alexandre Vincendet. Il fait appel de cette décision. Il rejoint ensuite le groupe Horizons.
Lors des élections législatives de juillet 2024, il perd son siège de député face au candidat insoumis Abdelkader Lahmar. 
Le 15 juillet suivant, il est de nouveau élu maire de Rillieux-la-Pape, après la démission de Julien Smati.

### Affaires judiciaires
Le 18 novembre 2020, Alexandre Vincendet est condamné par le tribunal correctionnel de Lyon pour avoir commis le 6 mars 2020 des faits de violences sur mineur, sans incapacité, par un ascendant ; en l'occurrence son fils alors âgé de 4 ans. Cette condamnation ne fait pas l'objet d’une inscription au casier judiciaire de l'intéressé, qui suit un stage de responsabilité parentale par la suite,,,,,.
En octobre 2021 une plainte contre Alexandre Vincendet pour violences sur mineur de moins de quinze ans par une personne ayant autorité, en l'occurrence son fils alors âgé de cinq ans, est classée sans suite car insuffisamment caractérisée.
En mars 2023, le parquet de Lyon ouvre une enquête le visant pour prise illégale d'intérêts et détournement de fonds. En cause, une navette gratuite mise en place en 2021 pour l'établissement privé Saint-Charles de Rillieux-la-Pape,,,.

## Synthèse des résultats électoraux

### Élections législatives
| Année | Parti  | Parti | Circonscription | 1er tour | 1er tour | 1er tour | 2d tour | 2d tour | 2d tour | Issue |
| Année | Parti  | Parti | Circonscription | Voix     | %        | Rang     | Voix    | %       | Rang    | Issue |
| ----- | ------ | ----- | --------------- | -------- | -------- | -------- | ------- | ------- | ------- | ----- |
| 2017  |        | LR    | 7e du Rhône     | 5 884    | 21,81    | 2e       | 10 215  | 49,40   | 2e      | Battu |
| 2022  | 6 526  | LR    | 7e du Rhône     | 23,86    | 2e       | 14 801   | 53,44   | 1er     | Élu     |       |
| 2024  | 11 799 | LR    | 7e du Rhône     | 27,05    | 2e       | 13 214   | 30,10   | 2e      | Battu   |       |

### Élections municipales
Les résultats ci-dessous concernent uniquement les élections où il est tête de liste.
| Année | Liste | Liste     | Commune          | 1er tour | 1er tour | 1er tour | 2d tour | 2d tour | 2d tour | Sièges obtenus |
| Année | Liste | Liste     | Commune          | Voix     | %        | Rang     | Voix    | %       | Rang    | Sièges obtenus |
| ----- | ----- | --------- | ---------------- | -------- | -------- | -------- | ------- | ------- | ------- | -------------- |
| 2014  |       | UMP - UDI | Rillieux-la-Pape | 2 552    | 28,89    | 2e       | 4 735   | 48,78   | 1er     | 26 / 35        |
| 2020  |       | LR - LC   | Rillieux-la-Pape | 4 562    | 65,84    | 1er      |         |         |         | 33 / 39        |